# OKEANOS
Pour les articles homonymes, voir Okeanos.
OKEANOS (Out sized Kitecraft for Exploration and AstroNautics in the Outer Solar System) était une mission spatiale japonaise proposée dont l'objectif est d'une part de tester de nouvelles techniques et d'autre part l'étude des astéroïdes troyens de Jupiter. La sonde spatiale développée dans le cadre de ce projet, atterrit sur le sol d'un astéroïde pour effectuer des analyses in situ des échantillons de son sol. La sonde spatiale utilise une voile solaire de 2 500 m² couverte de cellules photovoltaïques en s'appuyant sur la technique expérimentée avec succès par la mission IKAROS. La propulsion est assurée à la fois par la pression de rayonnement des photons sur la voile solaire et par des moteurs ioniques. La mission devait être lancée vers 2026 et devait arriver à sa destination une dizaine d'années plus tard. OKEANOS était avec LiteBIRD  un des deux projets finalistes retenus pour devenir la mission de classe moyenne du programme scientifique de l'Agence d'exploration aérospatiale japonaise (JAXA) mais elle n'a pas été retenue.

## Contexte
OKEANOS est une mission japonaise en cours d'évaluation dont l'objectif est de se placer en orbite autour d'un astéroïde troyen de Jupiter et de déposer un atterrisseur à sa surface. Celui-ci effectue une étude sur place des caractéristiques du sol. Il s'agit d'abord d'une mission visant à évaluer de nouvelles techniques spatiales mais elle doit également remplir des objectifs scientifiques de premier plan collectant des données permettant de mieux comprendre l'origine et l'évolution du Système solaire. Elle joue un rôle complémentaire de la mission Lucy de la NASA qui doit survoler 6 astéroïdes troyens de Jupiter à partir de 2027.
Les astéroïdes troyens de Jupiter sont des planètes mineures qui circulent sur l'orbite de Jupiter et sont positionnés aux points de Lagrange L4 et L5 du système Jupiter-Soleil situés en avant et en arrière de la planète géante. Selon le scénario de la formation et de l'évolution du Système solaire privilégié par les scientifiques selon le modèle de Nice, ces astéroïdes sont des « fossiles » composés des matériaux primitifs qui se sont assemblés au début de l'histoire du Système solaire pour former les planètes et autres objets célestes. Ces astéroïdes sont principalement de type P et D, riches en matériaux volatiles tels que la glace d'eau, les composés organiques et les silicates. Leur diamètre est généralement compris entre 20 et 30 kilomètres, une taille qui permet de définir leurs principales caractéristiques depuis la Terre et qui permet d'envisager de déposer relativement facilement sur leur surface un véhicule spatial.

## Objectifs de la mission
Durant le transit entre la Terre et les astéroïdes les instruments de la sonde spatiale collectent des données sur :
- Les poussières cosmiques et le champ magnétique du Système solaire pour en préciser la distribution radiale et détecter les événements les affectant.
- Les sursauts gamma dans le but de préciser leur origine par triangulation avec des instruments terrestres.
- La lumière zodiacale.

Près de l'astéroïde les mesures effectuées portent sur : 
- La cartographie de l'astéroïde.
- Ses propriétés générales : forme, rotation, gravité, formations géologiques, minéralogie, propriétés thermales, champ magnétique, proportion d'eau présente.
- La composition physique, minéralogique et isotopique des matériaux en surface et des composants volatiles pour comprendre l'origine de l'astéroïde, les processus à l’œuvre à sa surface ainsi que les mécanismes de formation du Système solaire. Ces mesures sont notamment effectuées à l'aide de l'imageur hyperspectral infrarouge (dans les longueurs d'onde de 1 à 4 et de 7 à 14 microns) qui fournit ces données avec un pouvoir de résolution supérieure à quelques décamètres.

L'atterrisseur doit effectuer des observations des matériaux en surface, de leurs propriétés physiques et réaliser des analyses in situ d'échantillons prélevés à la surface et jusqu'à un mètre de profondeur sous la surface. Les échantillons sont étudiés avec un microscope infrarouge (1 à 4 microns) avec un pouvoir de résolution de 20 microns par pixel. Les échantillons sont chauffés puis les gaz produits sont analysés par spectrométrie de masse avec une résolution massique supérieure à 30 000 pour déterminer les ratios deutérium/hydrogène, 15N (azote)/14N, 18O/16O et les molécules de composés organiques de masse atomique comprise entre 10 et 300.

## Déroulement de la mission
| Phase                           | Evénement             | Date          |
| ------------------------------- | --------------------- | ------------- |
| Transit                         | Lancement             | janvier 2026  |
| Transit                         | Survol de la Terre    | novembre 2027 |
| Transit                         | Survol de Jupiter     | aout 2030     |
| Transit                         | Arrivée astéroïde 1   | janvier 2039  |
| Phase opérationnelle scénario 1 | Fin étude astéroïde 1 | juillet 2040  |
| Phase opérationnelle scénario 1 | Arrivée astéroïde 2   | Juillet 2048  |
| Phase opérationnelle scénario 2 | Fin étude astéroïde 1 | juillet 2040  |
| Phase opérationnelle scénario 2 | Survol de Jupiter     | mai 2054      |
| Phase opérationnelle scénario 2 | Retour sur Terre      | décembre 2057 |

La planification actuelle du projet repose sur un lancement de la mission au milieu de la décennie 2020 (vers 2026). Le lanceur est soit le lanceur H-IIA ou son successeur H3. Deux options sont envisagées. La première prévoit l'étude d'un deuxième astéroïde après que l'étude du premier se soit achevée au bout de 1,5 an. La deuxième option consiste à ramener sur Terre un échantillon du sol de l'astéroïde (vers 2057). Une étude de faisabilité est en cours, en 2019, pour la sélection d'un de ces deux scénarios. La sonde spatiale doit survoler la Terre un an et demi après son lancement pour gagner en vitesse grâce à l'assistance gravitationnelle de notre planète puis trois ans plus tard utiliser l'assistance gravitationnelle de Jupiter pour modifier l'orbite sur lequel circule la sonde spatiale afin de la faire coïncider avec celle de l’astéroïde incliné par rapport au plan de l'écliptique. Les moteurs ioniques sont alors utilisés pour modifier progressivement l'orbite afin de se placer en orbite autour de l'astéroïde environ 8,5 années plus tard. Durant le transit vers les astéroïdes les données sont transmises avec un débit de 1 kilobit par seconde grâce à une antenne parabolique grand gain disposant de deux degrés de liberté. Ce débit est porté à 4 kilobits par seconde durant le séjour près de l'astéroïde. Le débit des communications entre l'atterrisseur et le vaisseau mère est de 1 mégabit par seconde permettant le transfert d'environ 500 millions d'octets sur la durée de vie de l'atterrisseur.

## Caractéristiques techniques
La sonde spatiale OKEANOS est un engin stabilisé par rotation à raison de 0,1 tour par minute et doté d'une grande voile solaire et emportant un atterrisseur. La masse au lancement est de 1 400 kg dont 100 kg pour l'atterrisseur. Celui-ci est un petit engin de 70 cm de diamètre pour 40 cm de haut comprenant un train d'atterrissage déployable et un système de prélèvement d'échantillon du sol. L'énergie de l'atterrisseur est fournie par un accumulateur de 600 Wh lui permettant de fonctionner durant 20 heures. Le vaisseau mère utilise une propulsion hybride comprenant une voile solaire de 40 x 40 mètres exploitant la technique utilisée par la mission IKAROS et des moteurs ioniques dérivée de celle utilisée par les missions Hayabusa et Hayabusa 2.
Le corps de la sonde spatiale a la forme d'un cylindre de 2 mètres de diamètre avec 8 panneaux verticaux et deux plateaux séparés de 1,1 mètre. Sur le panneau supérieur sont fixés les instruments, les antennes principales et la capsule de rentrée (si le scénario d'un retour d'échantillon sur Terre est retenu). L'atterrisseur est logé à l'intérieur de la sonde spatiale avec son extrémité émergeant au milieu du panneau inférieur. Au lancement, la voile solaire est enroulée autour du corps cylindrique de la sonde spatiale et est déployée en orbite. Elle est constituée par un film recouvert de cellules photovoltaïques produisant environ 3 000 watts au niveau de l'orbite de Jupiter (soit 75 kW au niveau de l'orbite terrestre). Des panneaux, dont les propriétés optiques peuvent être modifiées en agissant sur des cristaux liquides, permettent de modifier l'axe de poussée des photons et ainsi modifier l'orientation de la voile solaire. La sonde spatiale dispose d'une antenne parabolique grand gain orientable permettant un débit de 16 kilobits par seconde au niveau de Jupiter, une antenne parabolique moyen gain et deux antennes faible gain. La propulsion est prise en charge par six moteurs ioniques dont trois sont orientés de manière à pouvoir modifier la vitesse de rotation. Le système de contrôle d'attitude utilise des moteurs-fusées à ergols liquides, les moteurs ioniques et les panneaux RCD. La détermination de l'orientation repose sur des capteurs solaires, viseurs d'étoiles, une centrale à inertie et une caméra de navigation. L'atterrisseur dispose de deux systèmes de prélèvement d'échantillon : le premier est utilisé pour prélever un échantillon du sol et dérive de celui mis en œuvre par la sonde Hayabusa, le deuxième est une foreuse pneumatique utilisant des gaz à haute pression pour permettre des prélèvements à un mètre de profondeur

## Instrumentation scientifique
L'instrumentation scientifique représente une masse de 30 kg sur la sonde spatiale et 20 kg sur l'atterrisseur. Ces instruments sont :
- Instruments installés sur le vaisseau mère et utilisés durant le transit vers les astéroïdes[3] : 
  - Le télescope proche infrarouge / lumière visible, EXZIT (masse inférieure à 12 kg).
  - Le polarimètre à rayons gamma, GAP2 (moins de 5 kg).
  - Le détecteur de poussière cosmique, ALDN2 (moins de 2 kg).
  - Le magnétomètre fluxgate 3 axes, MGF2 (moins de 2 kg).
- Instruments installés sur le vaisseau mère et utilisés pour étudier l'astéroïde[3] :
  - Le spectromètre imageur proche infrarouge, MASTER (moins de 6 kg).
  - Le radiomètre imageur infrarouge thermique multibandes, TROTIS (moins de 3 kg).
  - Un radar permettant d'effectuer des sondages sous la surface (moins de 3 kg).
  - La caméra ONC-T/W, utilisée pour effectuer la navigation.
  - Un altimètre laser.
  - Une expérience radio.
- Instruments installés sur l'atterrisseur[3] :
  - Système de prélèvement d'échantillon du sol (12 kg).
  - Spectromètre de masse, HRMS avec une résolution spectrale supérieure à 3 000.
  - Un microscope hyperspectral (3,5 kg).
  - Une caméra panoramique hyperspectrale.
  - Une caméra optique utilisée pour la navigation (moins de 0,5 kg).
  - Un altimètre laser, Mini-RAD (moins de 0,3 kg).
  - Un magnétomètre fluxgate 3 axes, MAG (moins de 0,3 kg).
  - Un spectromètre à particules alpha et à rayons X, APXS (moins de 0,5 kg).

### Sources
- (en) T. Okada, T. Iwata, J. Matsumoto et al. « Science exploration and instrumentation of the OKEANOS mission to a Jupiter Trojan asteroid using the solar power sail » (2018)  (DOI 10.1016/j.pss.2018.06.020, lire en ligne) [PDF]
—49th Lunar and Planetary Science Conference 2018 (lire en ligne)
- (en) T. Iwata, T. Okada, S. Matsuura et al. « Investigation of the solar system disk structure during the cruising phase of the solar power sail mission » (2018)  (lire en ligne) [PDF]
—49th Lunar and Planetary Science Conference 2018 (lire en ligne)
- (en) O. Mori, T. Okada, J.P. Bibring et al. « Science experiments on a Jupiter Trojan asteroid in the solar powered sail mission » (2016)  (lire en ligne) [PDF]
—47th Lunar and Planetary Science Conference 2016 (lire en ligne)
- (en) Takanao Saiki, Osam Mori et Jun’ichiro Kawaguchi, « Design for Jovian Trojan Asteroid Exploration  via Solar Power Sail », x,‎ 2017, p. 1-5 (lire en ligne)
- (en) Alain Herique, Pierre Beck, Patrick Michel et al. « Jupiter Trojan’s shallow subsurface: direct observations by radar  on board OKEANOS mission » (septembre 2018)  (lire en ligne) [PDF]
—European Planetary Science Congress 2018 (lire en ligne)